# Miloš Karol
Miloš Karol (* 13. Dezember 2002 in Trnava) ist ein slowakischer Tennisspieler.

## Karriere
Karol nahm 2019 und 2020 nur sporadisch an Turnieren der ITF Junior Tour teil und erreichte in der Junioren-Rangliste Platz 745.
Seine ersten Profi-Turniere bestritt er 2021. In seinem Debütjahr gewann Karol auf der drittklassigen ITF Future Tour seinen ersten Doppeltitel und platzierte sich in der Tennisweltrangliste unter den Top 1000, während er im Doppel Rang 628 erreichte. In den folgenden Jahren war er vor allem im Doppel erfolgreich und gewann 2022 zwei weitere Doppeltitel sowie einen weiteren Titel im Jahr 2023. In dieser Zeit konnte er auch erstmals Erfolge auf der ATP Challenger Tour feiern, als er 2022 in Prag ins Halbfinale vorstieß. Dadurch etablierte er sich im Doppel-Ranking unter den Top 500.
2024 verbesserte sich Karol in beiden Disziplinen deutlich. Im Einzel gelang ihm Anfang des Jahres fünfmal der Einzug in ein Future-Halbfinale, bevor er in der zweiten Jahreshälfte fünfmal in Folge im Endspiel eines Turniers der Future Tour stand. Im Oktober gewann er schließlich seinen ersten Titel und gleichzeitig damit zog er auch das erste Mal in die Top 500 ein. Im Doppel war er mit verschiedenen Partnern bei sechs Futures siegreich, sodass er fortan vor allem bei Challengers aktiv war. In Bratislava sowie in Liberec erfolgten seine ersten Endspiele auf dieser Turnierebene. Beim Challenger in Tulln gelang ihm schließlich an der Seite von Witalij Satschko der erste Titel. Wenig später erreichte er sein Karrierehoch von Platz 180.

## Erfolge
| Legende (Anzahl der Siege) |
| Grand Slam                 |
| ATP Finals                 |
| ATP Tour Masters 1000      |
| ATP Tour 500               |
| ATP Tour 250               |
| ATP Challenger Tour (1)    |

### Doppel

#### Turniersiege
| Nr. | Datum             | Turnier | Belag | Partner          | Finalgegner                        | Ergebnis         |
| --- | ----------------- | ------- | ----- | ---------------- | ---------------------------------- | ---------------- |
| 1.  | 8. September 2024 | Tulln   | Sand  | Witalij Satschko | Karol Drzewiecki Piotr Matuszewski | 6:4, 2:6, [11:9] |